# Antraknoza orzecha włoskiego

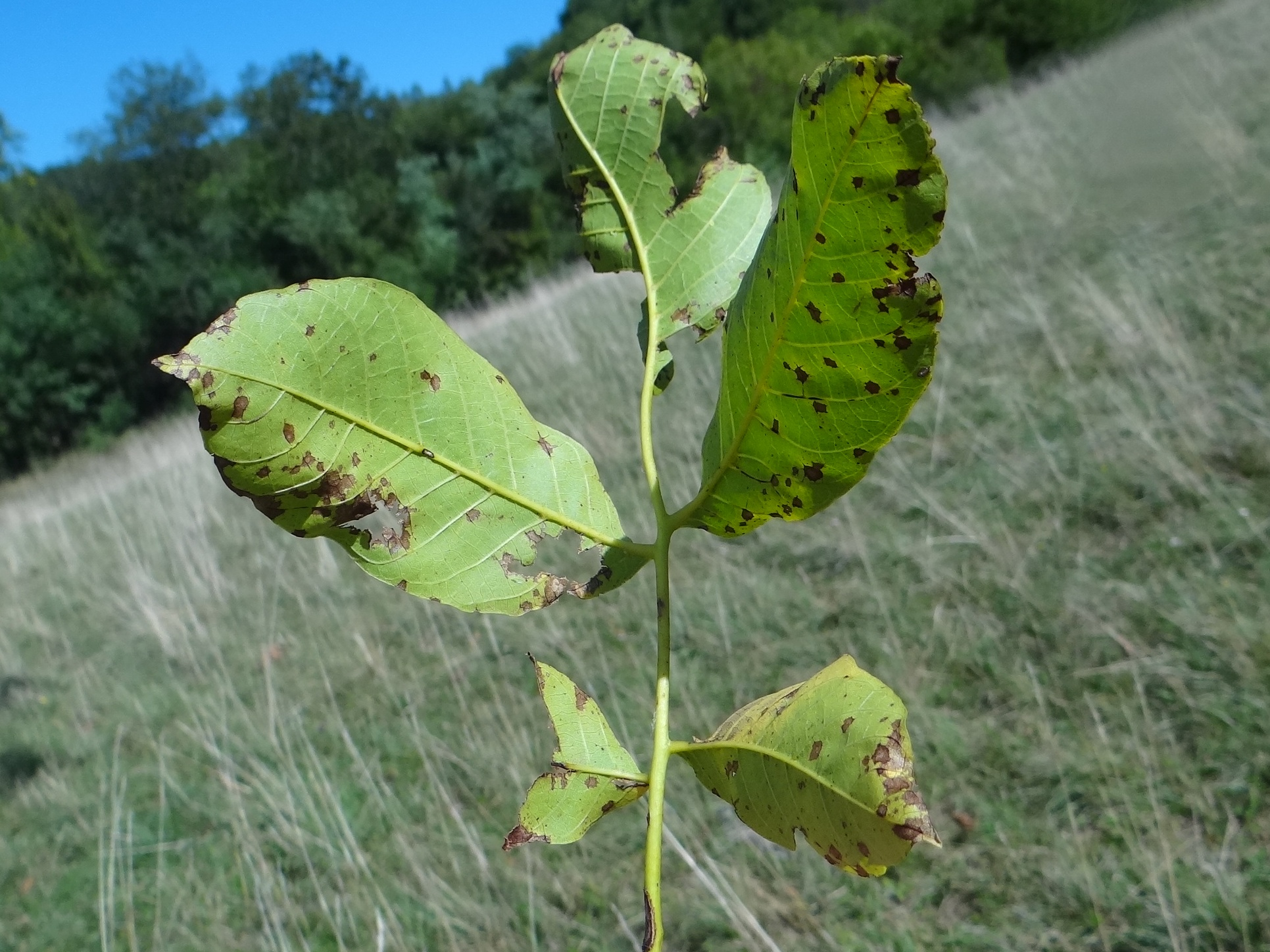
Objawy na liściu

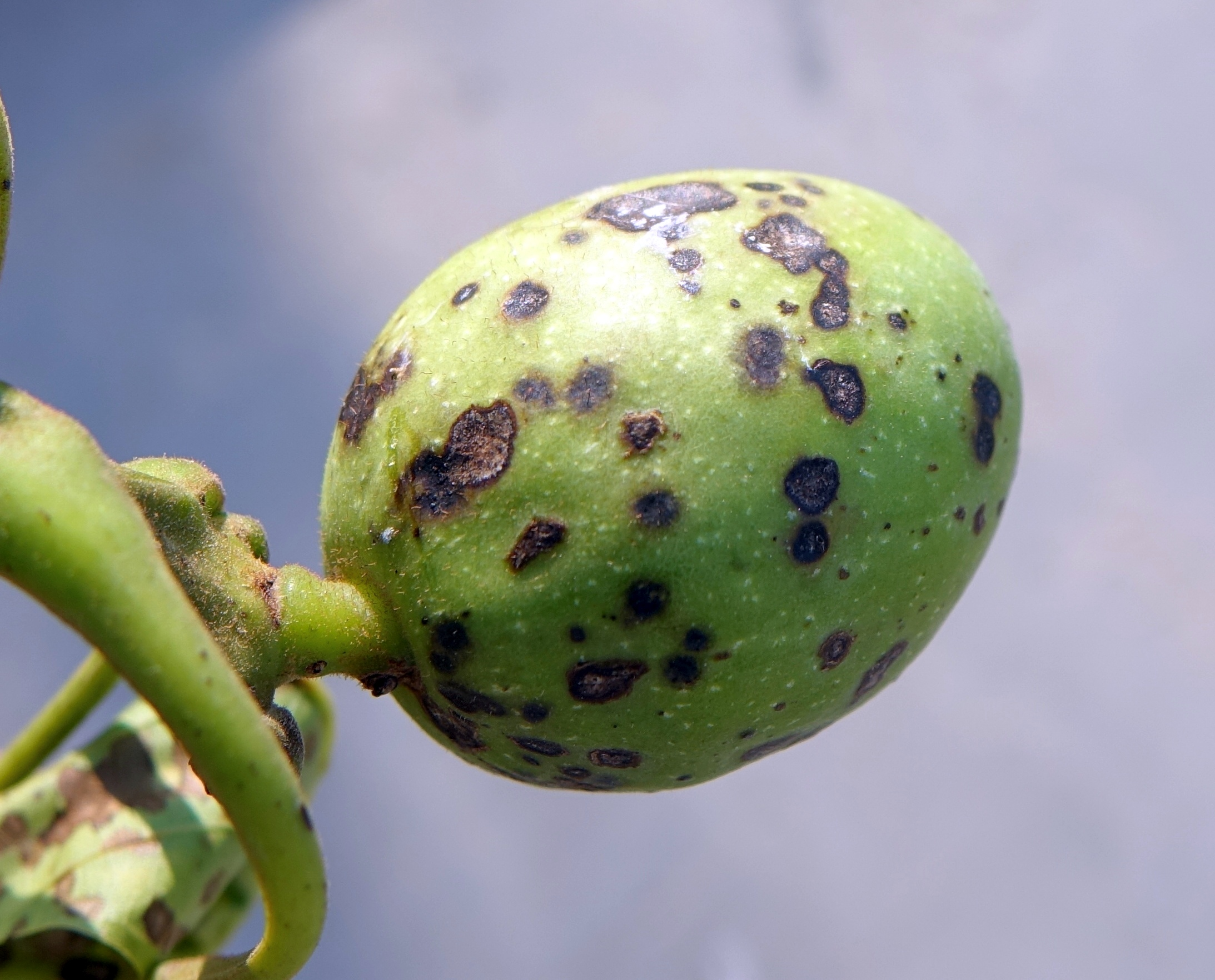
Objawy na owocach

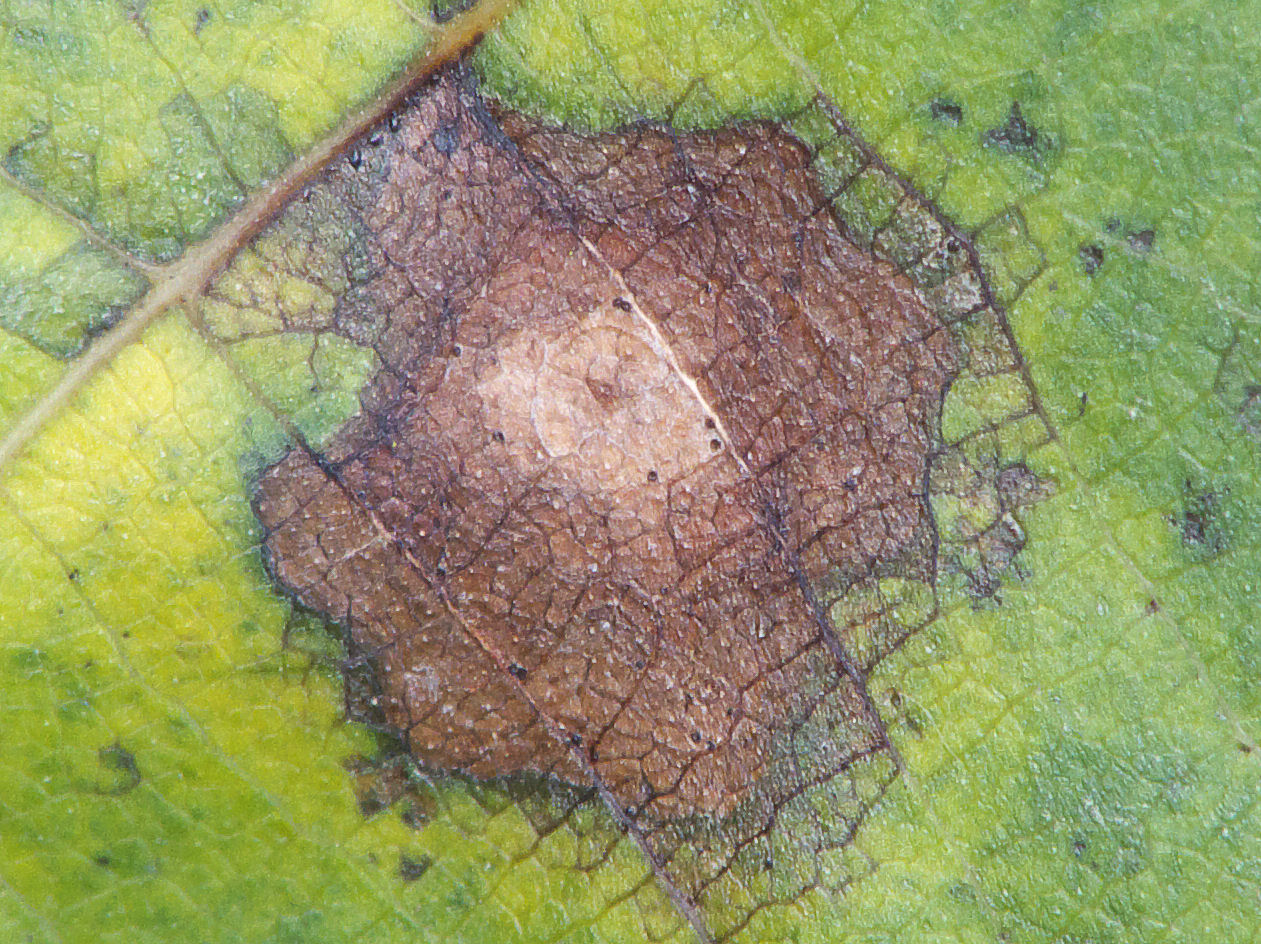
Plama na dolnej stronie liścia

Antraknoza orzecha włoskiego – grzybowa choroba z grupy antraknoz porażająca orzecha włoskiego (Juglans regia). Wywołana jest przez Ophiognomonia leptostyla.

## Występowanie i szkodliwość
Jest to najgroźniejsza choroba orzecha włoskiego. W Polsce występuje powszechnie i powoduje duże straty w plonach. Osłabia także drzewo poprzez przedwczesne opadanie liści i zmniejszenie ich powierzchni asymilacyjnej.

## Objawy
Patogen poraża liście, owoce i młode pędy. W miejscach jego rozwoju na liściach pojawiają się plamy. Początkowo są niewielkie, żółte, potem w miarę rozwoju grzybni ciemnieją, przyjmują barwę jasnobrunatną, w końcu ciemnobrunatną i następuje nekroza ich tkanek. Na dolnej stronie liścia w obrębie plam pojawiają się koncentrycznie ułożone acerwulusy, w których wytwarzane są zarodniki konidialne. Silnie porażone liście obumierają i opadają. Plamy mogą powstawać także na ogonkach liściowych. Gdy patogen porazi zawiązki owoców, ulegają one obumarciu. Na starszych owocach plamy na łupinach przyjmują ciemnobrunatną barwę, a w miejscu ich występowania łupina zapada się. Na plamach tych również powstają acerwulusy. Sąsiednie plamy zlewają się z sobą. Podobne jak na owocach plamy powstają także na zielonej skórce młodych pędów. Gdy rozrastając się obejmą cały obwód pędu, pęd powyżej plamy obumiera.

## Etiologia i epidemiologia
Patogen występuje w formie bezpłciowej (anamorfa) i płciowej (teleomorfa). Forma płciowa rozwija się jako saprotrof na opadłych liściach od jesieni do wiosny. Wiosną, od kwietnia do połowy czerwca wytwarza zarodniki płciowe, które rozsiewane przez wiatr dokonują infekcji pierwotnej. Odbywa się to tylko podczas deszczowej pogody, aby zarodniki mogły wykiełkować, powierzchnia liści, owoców i młodych pędów musi być przez określony czas stale zwilżona wodą. Na porażonych częściach roślin rozwija się jako pasożyt bezpłciowa forma patogenu. Wytwarza bezpłciowe zarodniki konidialne, które rozprzestrzeniają chorobę dokonując infekcji wtórnych. Przy optymalnej dla patogenu temperaturze około 20 °C czas inkubacji trwa 8–10 dni.

## Ochrona
Profilaktyka polega na wygrabywaniu i paleniu opadłych liści. Zwalcza się chorobę chemicznie. Pierwsze opryskiwania należy rozpocząć w momencie pojawienia się pierwszych liści, co w Polsce następuje zazwyczaj pod koniec maja. Drugi zabieg wykonuje się przed kwitnieniem kwiatów żeńskich, następne gdy wystąpią przewlekłe opady deszczu – w odstępie co 10–14 dni. Do oprysków zaleca się fungicydy miedziowe i ditiokarbaminianowe. Skuteczność zwalczania choroby w bardzo dużym stopniu zależy od zastosowania oprysków na młodych liściach, w miesiącach maj-czerwiec.